# س. شارب
س. شارب (بالإنجليزية: Clarence Sharpe)‏ هو موسيقي أمريكي، ولد في 1937 في سانت لويس في الولايات المتحدة، وتوفي في 28 يناير 1990.

## وصلات خارجية
- س. شارب على موقع ميوزك برينز (الإنجليزية)
- س. شارب على موقع أول ميوزيك (الإنجليزية)
- س. شارب على موقع ديسكوغز (الإنجليزية)